# Soci
Soci (în rusă Сочи) este un oraș situat în partea de vest a Federației Ruse, în Regiunea Krasnodar, pe litoralul estic al Mării Negre, în apropierea Republicii Georgia. Așa-numitul "Mare Soci" are o populație de cca 328.809 mii de locuitori (2002), inclusiv cca 135 mii de locuitori în orașul propriu-zis (sectorul administrativ central) și cca 265 mii în sectoarele administrative Hosta, Adler și Lazarevskoie.
Orașul a fost fondat în anul 1838. Actualmente este cea mai importantă stațiune balneară și de agrement din Rusia, fiind "capitala" neoficială a "Rivierei caucaziene". Printre obiectivele turistice majore ale orașului se numară Parcul-dendrariu, realizat la începutul secolului trecut în jurul unei foste reședințe de vacanță a familiei imperiale.

## Istoric
Imperiul Rus 1838–1917

 Republica Democrată Georgia 1918–1920

 RSFS Rusă 1920–1922

 Uniunea Sovietică 1922–1991

 Federația Rusă 1991–prezent 

## Olimpiada de Iarnă din 2014
În iunie 2006,  președintele Comitetului Internațional Olimpic Jacques Rogge a anunțat că a ales ca Soci să fie una dintre finalistele pentru găzduirea Jocurilor Olimpice de iarnă din 2014. Pe 4 iulie 2007, s-a anunțat că Soci va găzdui Jocurile Olimpice de Iarnă din 2014, învingând astfel candidaturile orașelor Salzburg, Austria și PyeongChang, Coreea de Sud.
Guvernul rus s-a angajat să investească 12 miliarde de dolari, dintre care 60% din surse guvernamentale și 40% din surse private pentru a finanța Jocurile Olimpice de Iarnă din 2014.
"În mod trist, candidatura olimpică a fost folosită de către companiile de construcții pentru a pune mâna pe cel mai valoros teren," a declarat conducătorul Greenpeace Rusia, Mikhail Kreindlin. "Ultima dată când guvernul rus s-a uitat la problemă, în ianuarie 2007, nu au menționat candidatura olimpică. Pur și simplu au declarat că terenul se poate utiliza pentru infrastructura socială, de unde și intenția clară de a încerca înșfăcarea lui de către hotelurile elitiste și cluburile de golf, fără a avea nimic de-a face cu Olimpiada." Putin a pus o presiune foarte mare pe firmele de construcție care au lucrat zi și noapte pentru a pregăti Soci-ul, după cum a declarat St. Petersburg Times. “Ar fi o greșeală imensă să nu luăm în considerare ceea ce gândesc organizațiile de protecție a mediului,” a declarat Putin. “Ne vom asigura că reprezentanții firmelor de construcție țin legătura cu ecologiștii, care și-au exprimat îngrijorarea asupra impactului pe care lucrările îl vor avea asupra Parcului Național Soci, din munții Caucazului de Nord".
Olimpiada din 2014 a fost prima Olimpiadă de Iarnă găzduită de Rusia și cea de-a doua oară când Rusia a găzduit Jocurile Olimpice. În timpul Uniunii Sovietice, Moscova a găzduit Jocurile Olimpice de Vară din 1980.

## Galerie de imagini

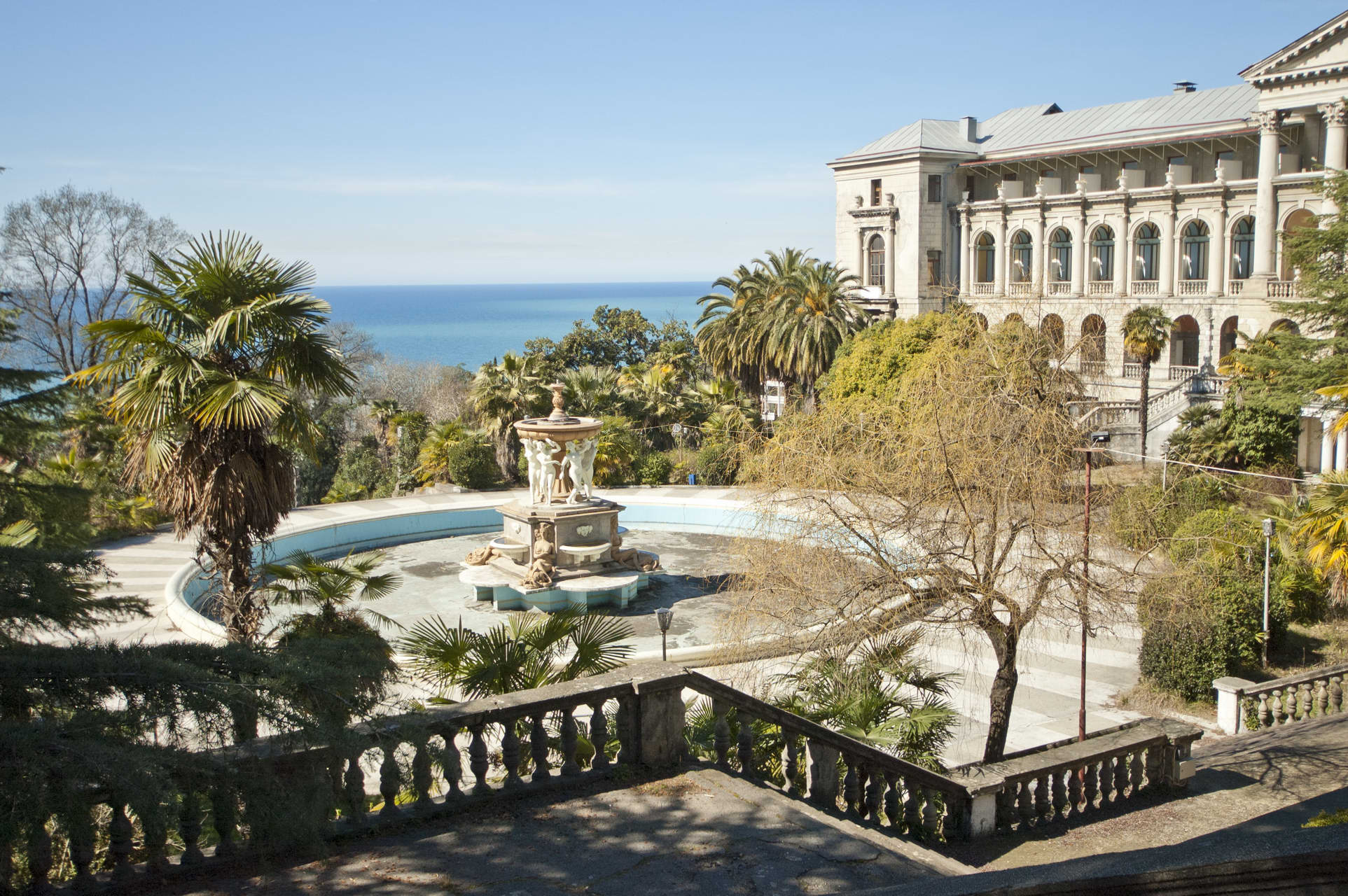
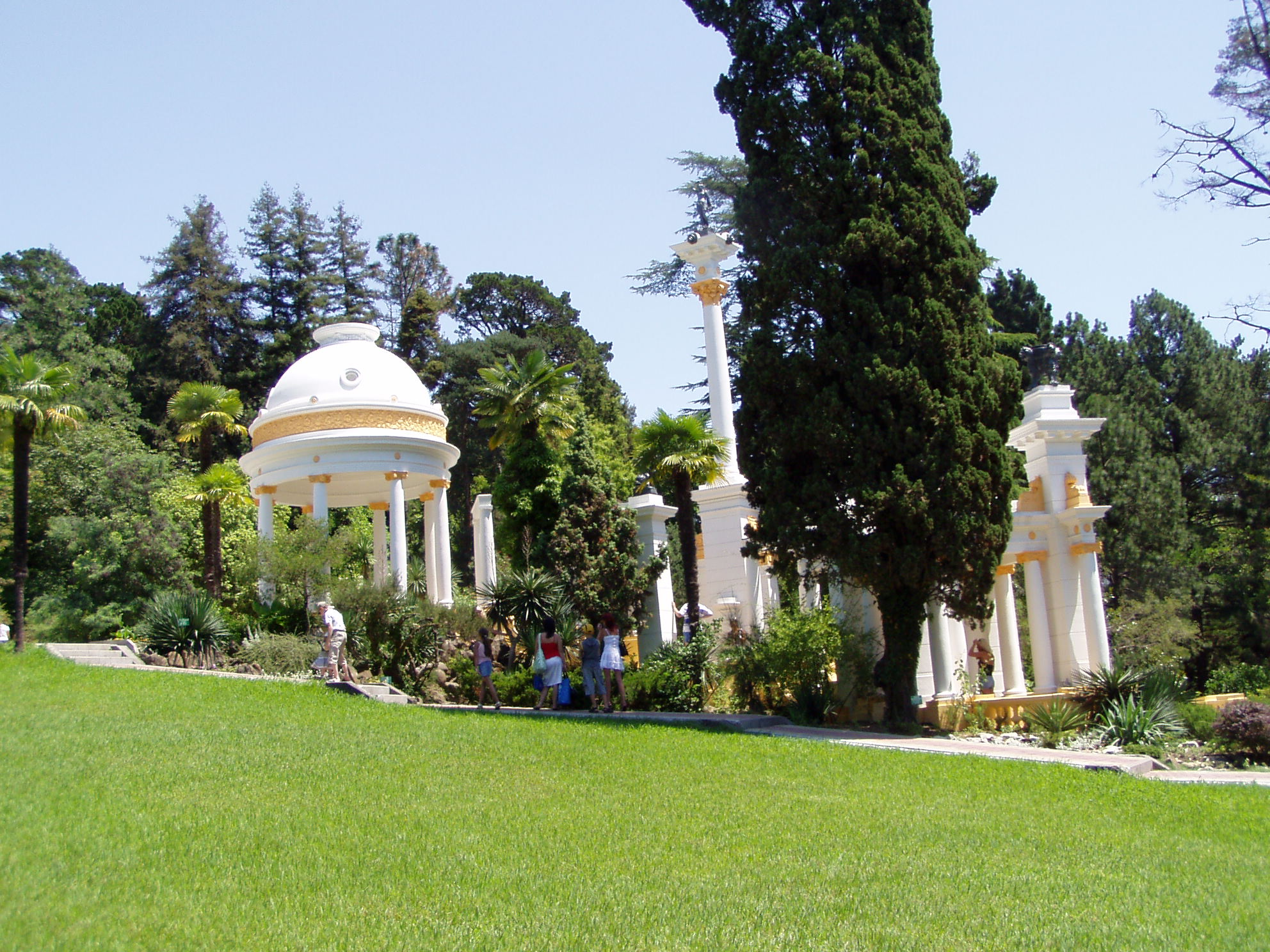
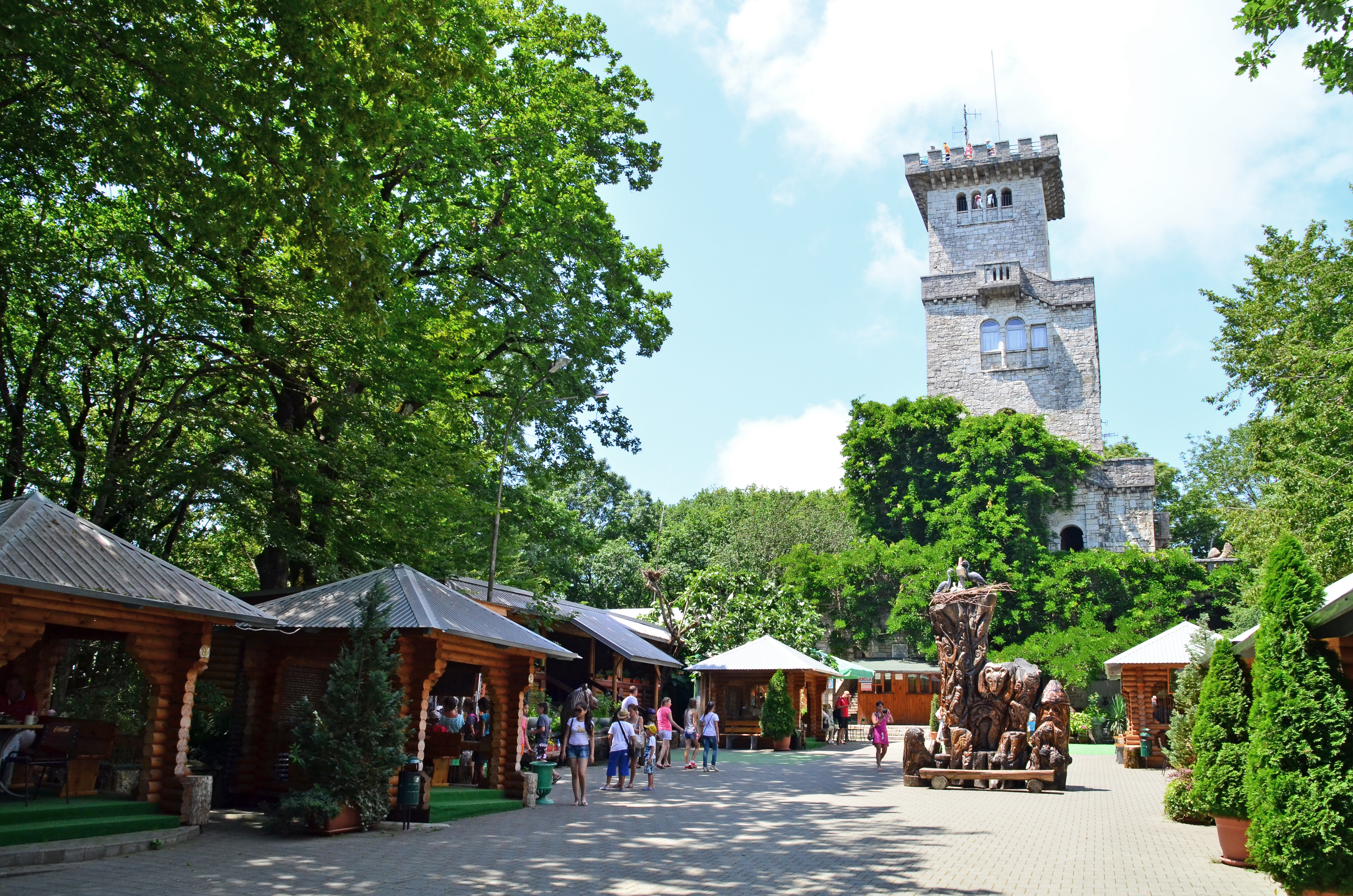
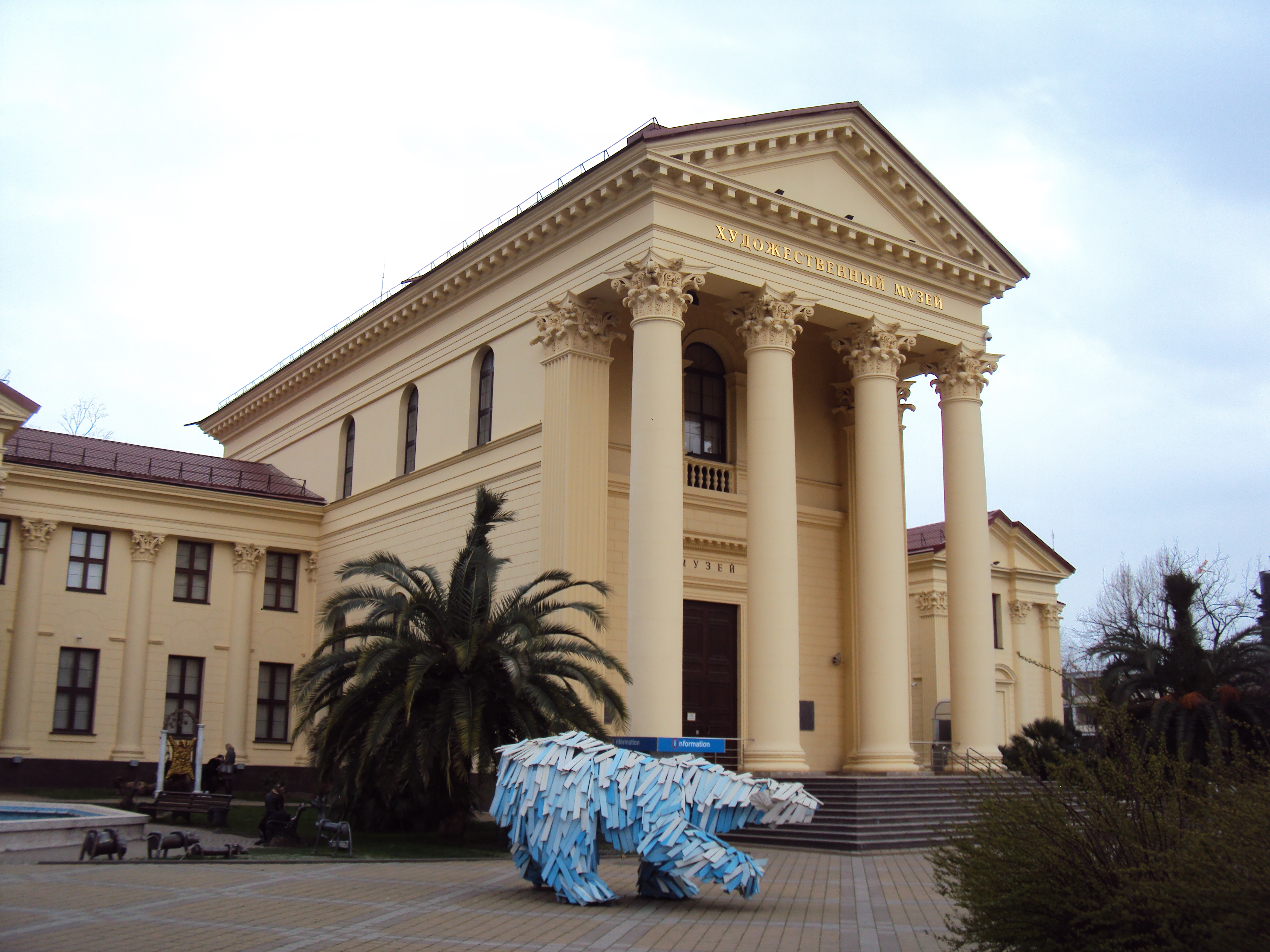
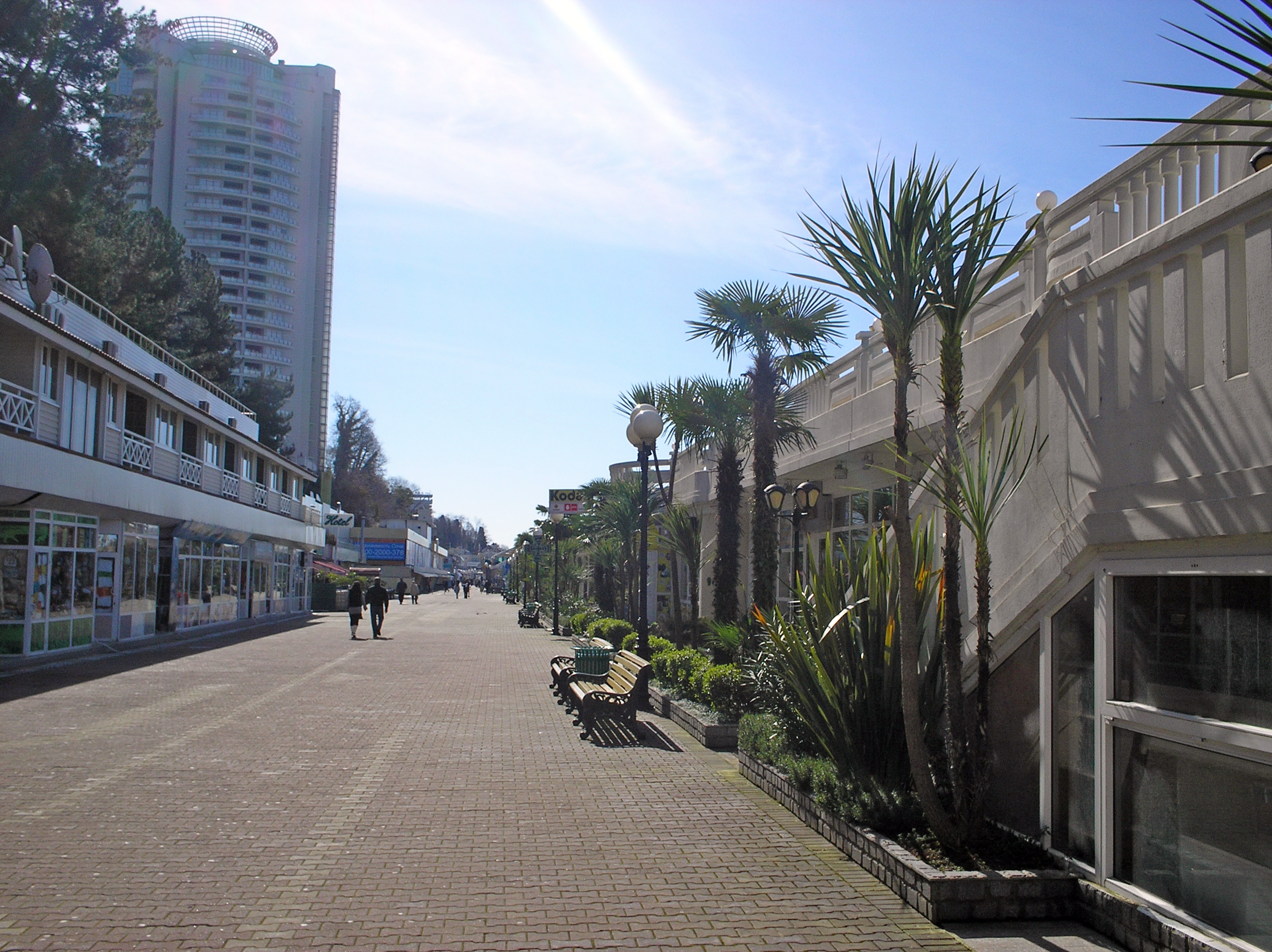
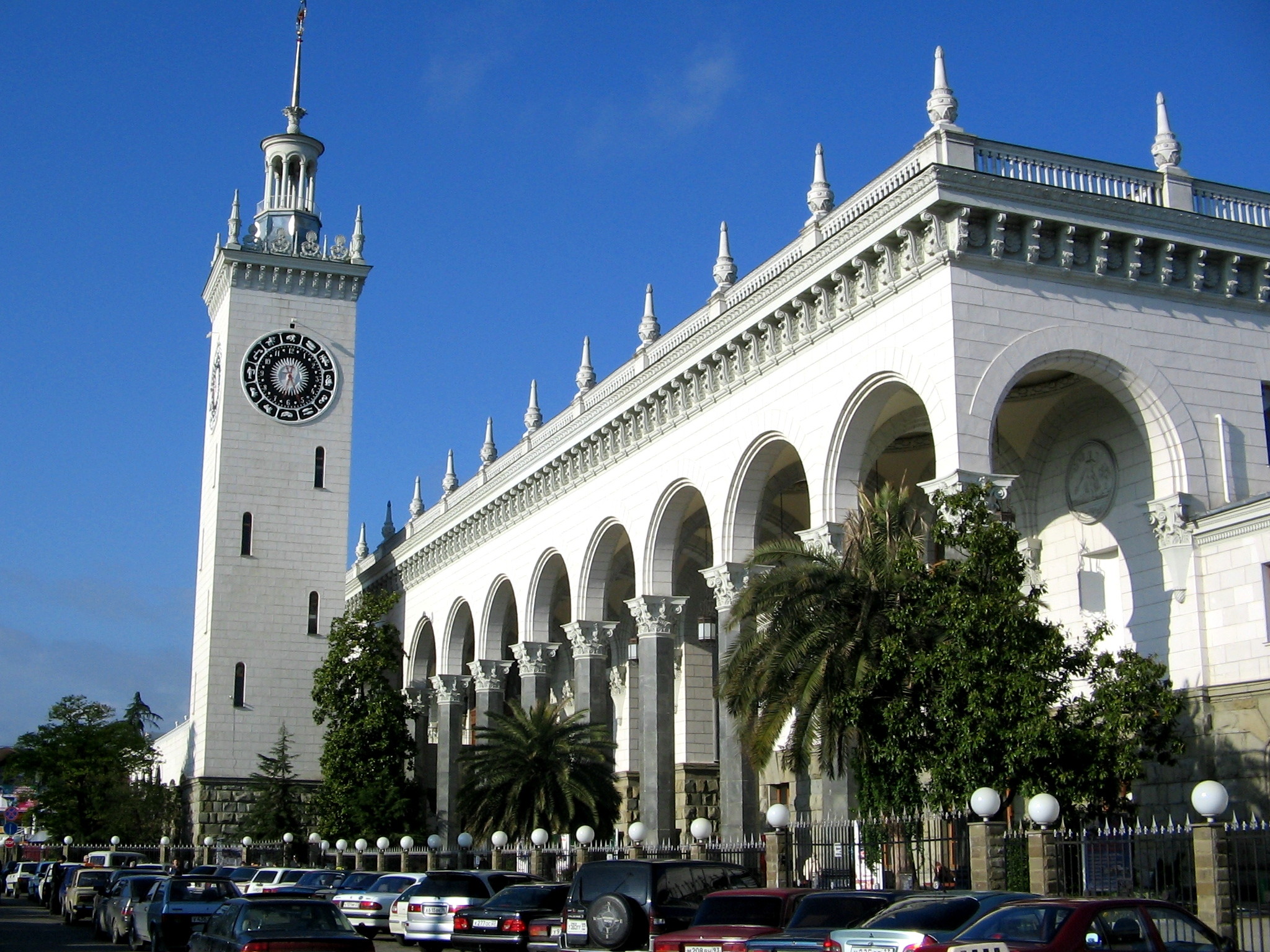
Gară
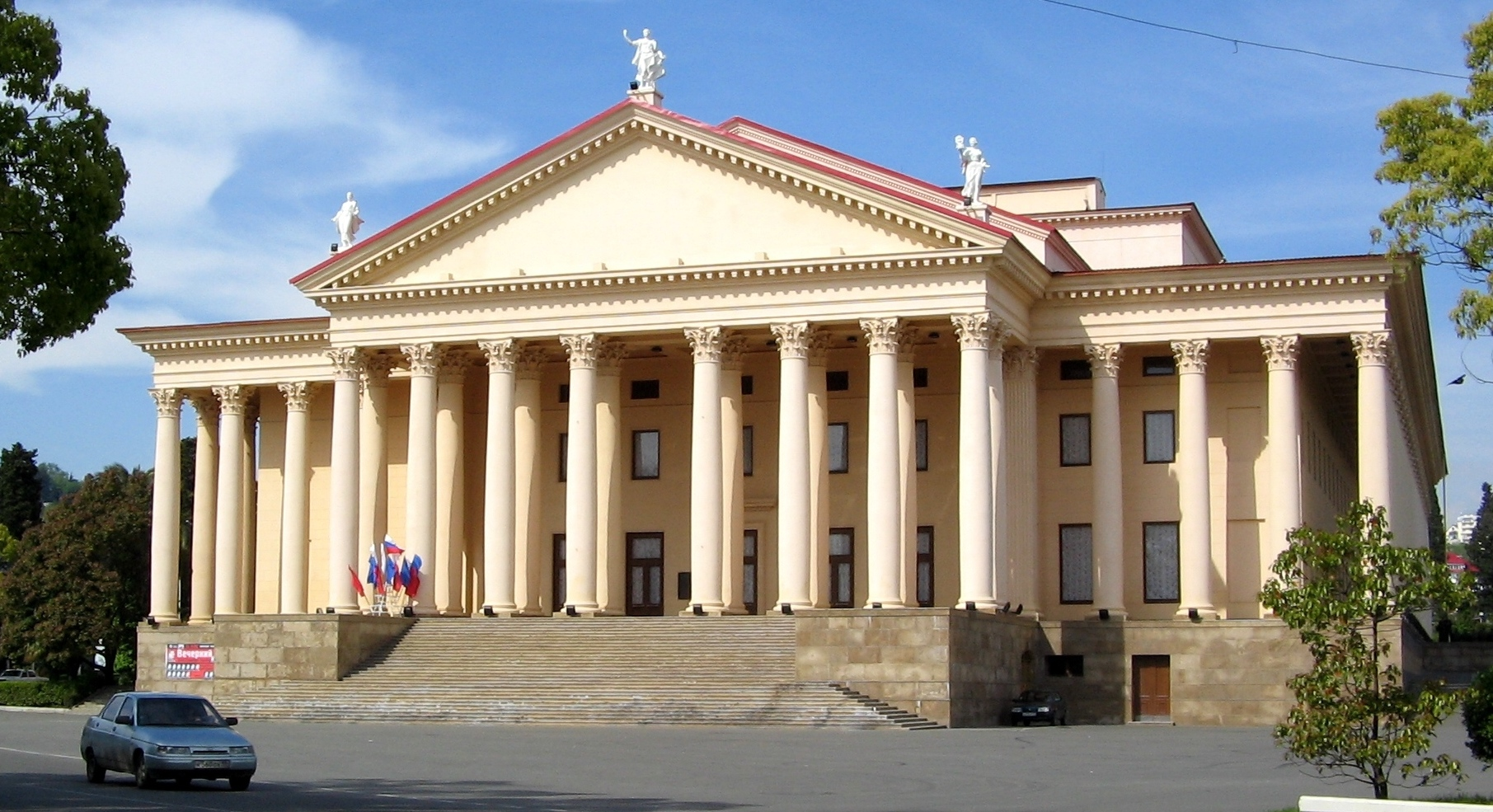
Teatru
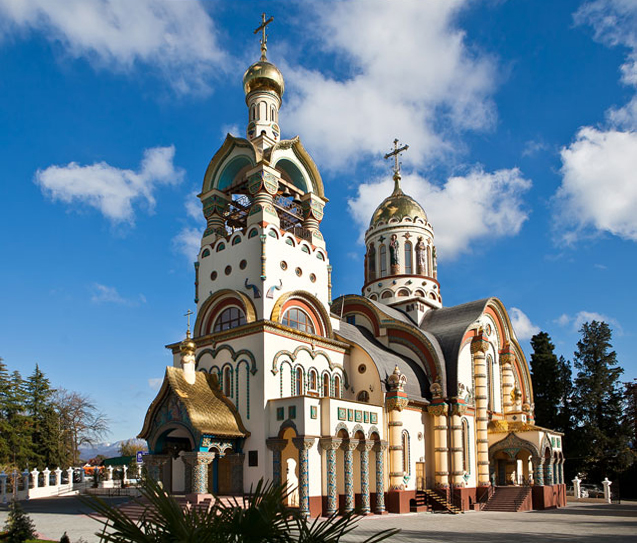
Biserica Ortodoxă
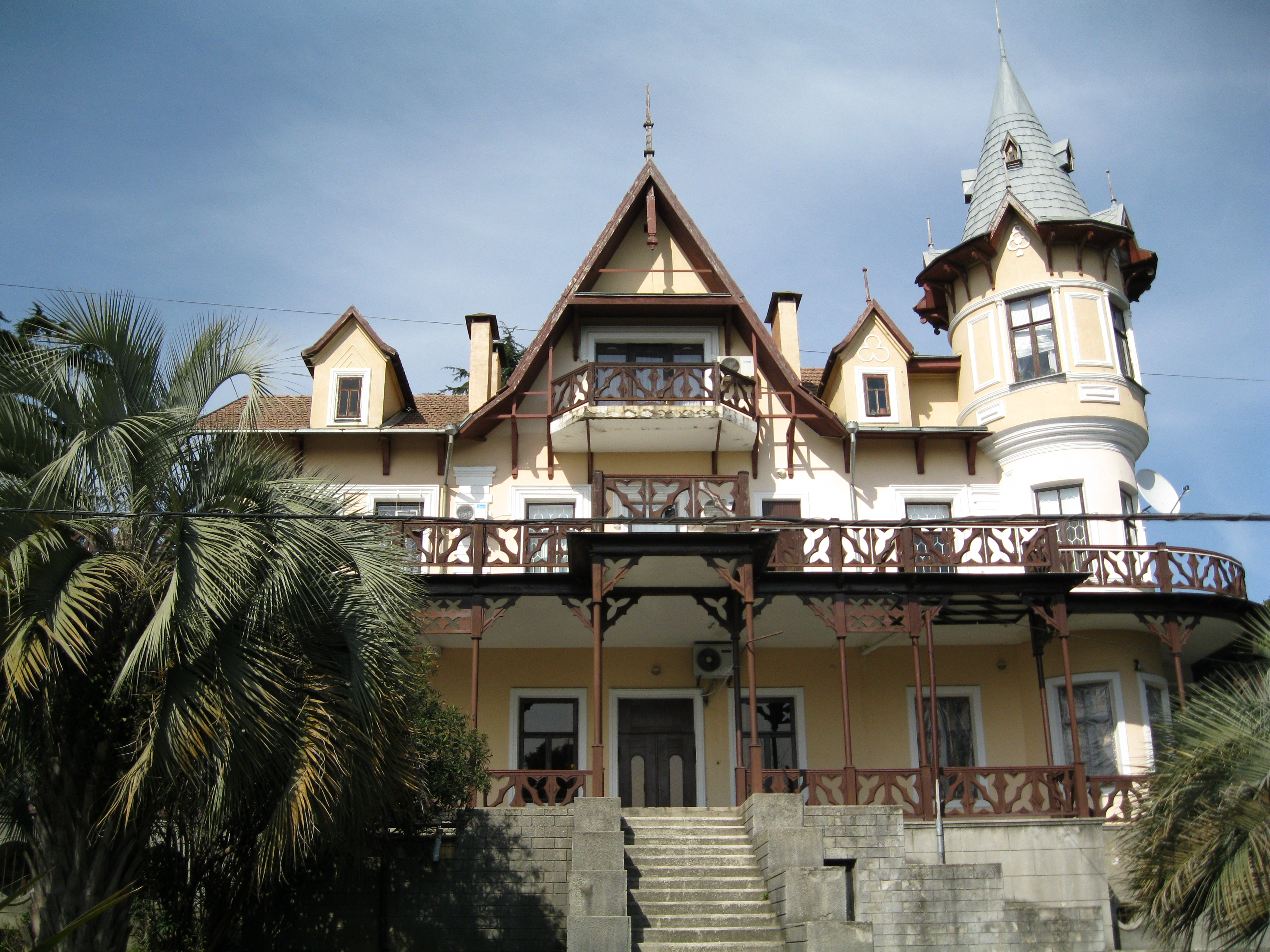
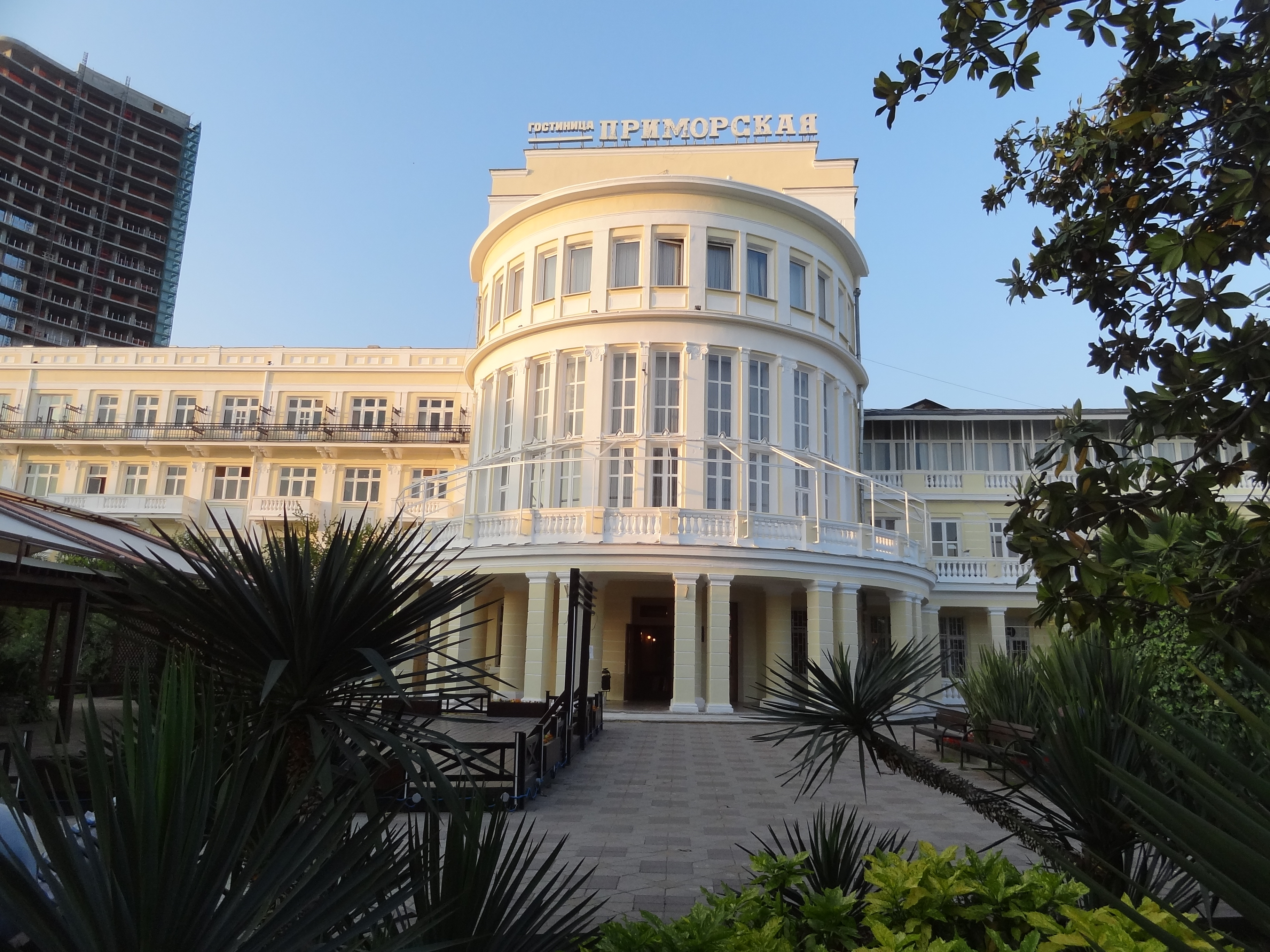